# Mike Jackel
Michael „Mike“ Jackel (* 19. Oktober 1959 in Vancouver, British Columbia) ist ein ehemaliger deutsch-kanadischer Basketballspieler. Er ist der nach erzielten Punkten erfolgreichste Basketballspieler in der deutschen Basketball-Bundesliga. Als „Mister Bundesliga“ brachte es der Small Forward in 17 Jahren auf 10 783 Punkte und wurde jeweils viermal Deutscher Meister und Pokalsieger. Der Sohn deutscher Eltern, die nach Kanada ausgewandert waren, spielte auch für die deutsche Basketballnationalmannschaft und wurde mit ihr 1993 unerwartet Europameister.

## Laufbahn
Jackel verbrachte seine College-Zeit an der Simon Fraser University in Burnaby in seiner kanadischen Heimat und wurde in der „ewigen Korbschützen-Rangliste“ der Hochschule auf dem zweiten Platz geführt, als er die Uni 1982 verließ. Zwischen 1978 und 1982 hatte er 1940 Punkte für SFU erzielt. In seiner Abschlusssaison 1981/82 war er mit einem Schnitt von 28,9 Punkten pro Partie bester Offensivspieler der Collegeliga NAIA.
Jackel ging nach Deutschland und wurde bereits in seinem ersten Jahr mit dem MTV Wolfenbüttel Pokalsieger. Im Jahr darauf wechselte der Linkshänder zum ASC 1846 Göttingen, mit dem er auf Anhieb die deutsche Meisterschaft und 1984 sogar das Double gewann. 1985 folgte mit Göttingen in seinem vierten Jahr in Deutschland der dritte Pokalsieg. Jackels Wechsel zum BSC Saturn Köln stand bereits im Dezember 1984 fest, er war der Wunschspieler des Geldgebers der Rheinländer, Friedrich Wilhelm Waffenschmidt. Jackel war auch in Köln erfolgreich: 1987 und 1988 feierte er erneut zwei deutsche Meisterschaften in Folge, war in den beiden Endspielserien jeweils bester Korbschütze seiner Mannschaft. Mit Köln war Jackel zudem im Europapokal der Landesmeister vertreten und zeigte auch auf europäischer Ebene teils überragende Angriffsleistungen: Ende November 1987 führte Jackel die Kölner Mannschaft mit 29 Punkten zu einem 102:78-Überraschungssieg gegen den Titelverteidiger und späteren erneuten Europapokalsieger Olimpia Mailand. Im Dezember 1987 schenkte Jackel dem FC Barcelona 27 Punkte ein, verlor mit seinen Kölnern aber gegen die Katalanen. Im Januar 1988 schoss er ebenfalls im Landesmeister-Pokal den niederländischen Vertreter EBBC Den Bosch beim 126:97-Sieg mit 42 Punkten ab.
Zur Saison 1988/89 wechselte Jackel zum aufstrebenden DTV Charlottenburg nach West-Berlin, erreichte mit der Mannschaft das Bundesliga-Halbfinale und war im Europapokalwettbewerb Korać-Cup vertreten, in dem man in der zweiten Runde an BK Stroitel Kiew scheiterte. Jackel ging anschließend nach Köln zurück, der BSC Saturn hieß inzwischen Galatasaray Köln. Im Laufe der Saison 1989/90 blieben die Gehaltszahlungen aus, im Februar 1990 meldete die Mannschaft Insolvenz an.
1990 wechselte er zum TTL Bamberg, dort spielte er unter Trainer Terence Schofield. Rückblickend sagte Jackel über seine Zeit in Bamberg: „Das war wie zu den Anfangszeiten in Göttingen. Die Stadt, die Stimmung in der Halle, diese Basketball-Verrücktheit - das war genau das Umfeld, in dem ich mich wohlfühle.“ Mit Bamberg gelang ihm 1992 noch einmal ein Pokalsieg, zu dem Jackel im entscheidenden zweiten Spiel gegen Ludwigsburg als bester Korbschütze 24 Punkte beitrug. Im selben Jahr stellte Jackel im Bundesliga-Viertelfinale gegen Hagen mit 55 Punkte eine neue Bestmarke für ein Meisterrundenspiel auf. 1993 wurde Jackel mit Bamberg deutscher Vizemeister, führte die Mannschaft mit einem Punkteschnitt von 19,4 je Begegnung an. In der Saison 1993/94 wurde Jackel von Fußbeschwerden heimgesucht, aufgrund derer die Fortsetzung seiner Laufbahn in Gefahr geriet, letztlich schloss er aber auch dieses Spieljahr abermals als bester Korbschütze der Mannschaft ab (23,2 Punkte/Spiel). In seiner Bamberger Zeit war Jackel einer der Spieler, die der damals jugendliche Dirk Nowitzki bewunderte. Später spielten sie gegeneinander: Jackel in den Braunschweiger und Nowitzki in den Würzburger Farben. Jackels Vorhaben, seine Karriere am Ausgangspunkt seiner Profilaufbahn, nämlich in Wolfenbüttel, ausklingen zu lassen, scheiterte, also nahm er 1996 das Angebot seines früheren Bamberger Trainers Terence Schofield (mittlerweile Sportdirektor der SG Braunschweig) an. Ende November 1996 erzielte Jackel im Spiel mit Braunschweig gegen Gießen mit einem Freiwurf seinen 10 000. Bundesliga-Punkt. Jackel brachte sich während seiner Braunschweiger Zeit als Trainer auch in die Jugendarbeit der Niedersachsen ein.
Bei der im Juni 1985 in der BRD ausgetragenen Europameisterschaftsendrunde war Jackel mit 19,9 Punkten pro Einsatz zweitbester Korbschütze der bundesdeutschen Mannschaft. Bei der EM 1987 führte er die BRD-Auswahl mit 23,5 Punkten je Begegnung an und erzielte während des Turniers mit 40 Punkten gegen Israel seinen Höchstwert in einem Länderspiel. Seinen größten internationalen Erfolg feierte der Sohn deutscher Auswanderer 1993, als er mit der deutschen Nationalmannschaft die Europameisterschaft im eigenen Land gewann. Im Endspiel gegen Russland kam er auf zehn Punkte. Insgesamt absolvierte er zwischen 1984 und 1993 113 Länderspiele und nahm an drei Europameisterschaften sowie an den Olympischen Spielen 1992 in Barcelona teil. Nach Detlef Schrempf war Jackel bei Olympia 92 mit einem Punkteschnitt von 14,1 je Begegnung zweitbester Korbschütze der deutschen Mannschaft. Nimmt man die insgesamt und pro Spiel erzielten Korbpunkte zum Maßstab, war Jackel nach Dirk Nowitzki der erfolgreichste Nationalspieler der jüngeren Geschichte. Jackels Höchstwert in einem Länderspiel waren 42 Punkte, welche er bei der EM 1987 gegen Israel verbuchte.
Jackels Wirken auf dem Spielfeld zeichnete sich im Angriff durch einen schnellen ersten Schritt und seine große Korbgefahr, unter anderem durch einen sicheren Mitteldistanzwurf, aus. „Dass ich nie der athletischste Spieler war, hat mich nie gestört“, sagte er über sich selbst. „Ich war immer schnell und konnte zum Korb ziehen; dazu habe ich mir am College mit harter Arbeit den fehlenden Wurf erarbeitet“, so Jackel im Buch 50 Jahre Basketball-Bundesliga.
1999 beendete Jackel im Alter von 39 Jahren seine Profi-Karriere bei der SG Braunschweig. Danach ging er mit seiner aus Göttingen stammenden Ehefrau Frauke wieder nach Kanada, wo er zehn Jahre als Trainer für eine Basketball-Akademie arbeitete und später als Zivilangestellter der Polizei tätig wurde. Sein Sohn Kevin spielte Basketball am Douglas College in British Columbia. Sein Neffe Lasse Siebling spielte bei München Basket und in Berlin bei den Pfefferbaskets.

## Erfolge
- Deutscher Pokalsieger (1982) mit MTV Wolfenbüttel
- Deutscher Meister (1983, 1984) mit ASC 1846 Göttingen
- Deutscher Pokalsieger (1984, 1985) mit ASC 1846 Göttingen
- Deutscher Meister (1987, 1988) mit BSC Saturn Köln
- Deutscher Pokalsieger (1992) mit TTL Bamberg
- Basketball-Europameister (1993)
- 10.783 erzielte Punkte während seiner 17-jährigen Bundesligakarriere (Spieler mit den meisten erzielten Punkten in der Basketball-Bundesliga)
- Aufnahme in die Sport-Hall-of-Fame der Simon Fraser University (1994)[25]
- Aufnahme in die Basketball-Hall-of-Fame der Provinz British Columbia (2003)[26]